# لويز أميرة الدنمارك (1750-1831)

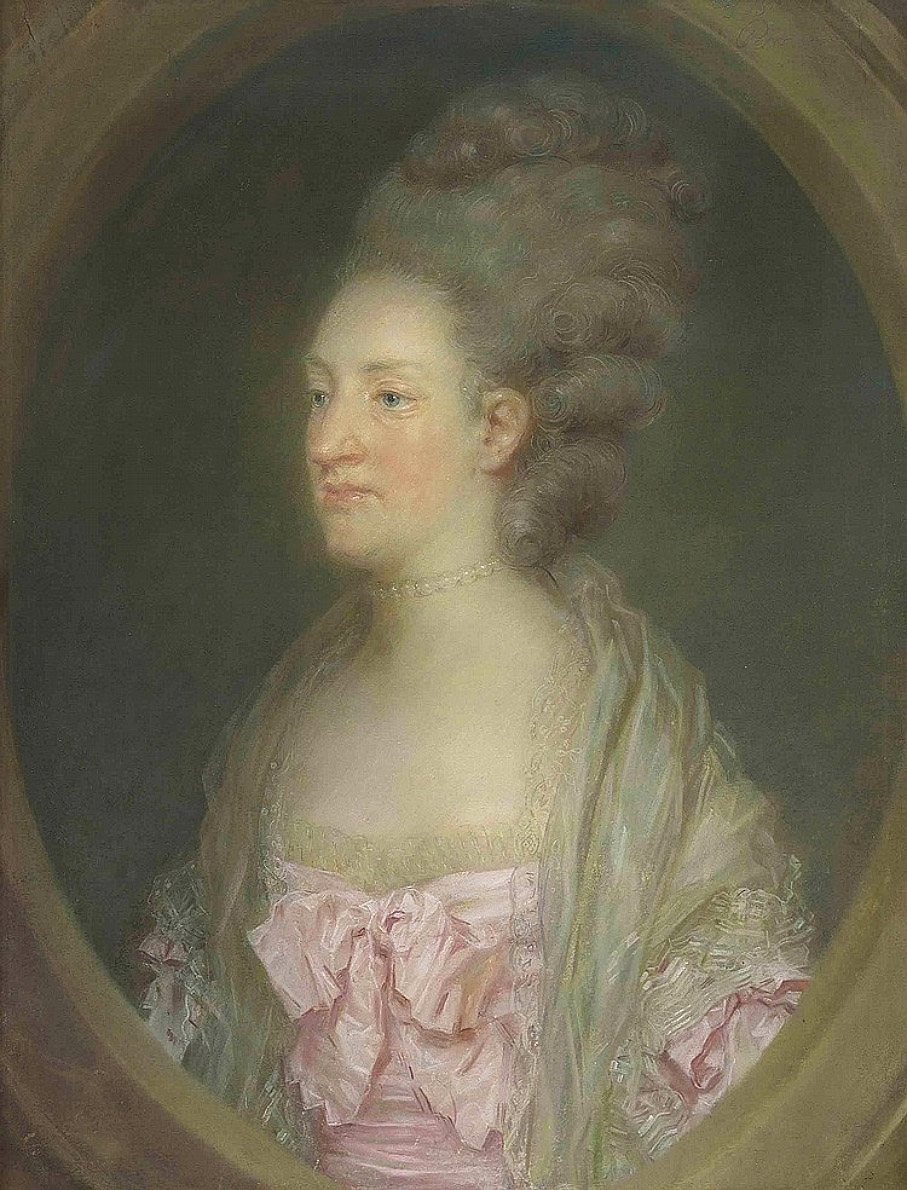
لويز أميرة الدنمارك (1750-1831).

لويز أميرة الدنمارك والنرويج (بالدنماركية: Louise af Danmark)‏ (20 يناير 1750 - 12 يناير 1831)؛ هي الابنة الصغرى لـ فريدريك الخامس ملك الدنمارك والنرويج وزوجته الأولى لويزا البريطانية، ابنة جورج الثاني ملك بريطانيا العظمى وكارولين أميرة براندنبورغ-أنسباخ.

### الذرية
مع 30 أغسطس 1766 بقصر كريستيانسبورغ الواقع في كوبنهاغن، تزوجت من كارل أمير هسن-كاسل ابن خالتها ماري البريطانية وزوجها فريدرش الثاني لاندغراف هسن-كاسل، كانا أشقائهما الكبار فيلهلم وفيلهيلمين كارولين متزوجا منذ 1763، وأنجبت له:
- ماري صوفي (20 أكتوبر 1767 - 21 مارس 1852)؛ تزوجت في 31 يوليو 1790 من ابن خالها فريدريك السادس ملك الدنمارك والنرويج، لهم ذرية.
- فيلهلم (15 يناير 1769 – 14 يوليو 1772).
- فريدريك (24 مايو 1771 - 24 فبراير 1845)؛ الحاكم العام للنرويج، تزوج مرتين زواجاً مرغنطياً، له ابن غير شرعي.
- يوليانا (19 يناير 1773 - 11 مارس 1860)؛ رئيسة دير البروتستانتي في إتسهويه.
- كريستيان (14 أغسطس 1776 – 14 نوفمبر 1814)؛ كان خطيب ابنة شقيقته الأميرة كارولين.
- لويز كارولين (28 سبتمبر 1789 - 13 مارس 1867)؛ تزوجت في 28 يناير 1810 من فريدريش فيلهلم دوق شليسفيغ هولشتاين-سوندربورغ-غلوكسبورغ، لهم ذرية بما في ذلك كريستيان التاسع ملك الدنمارك.

توفيت الأميرة لويز في قلعة غوتورب في 12 يناير 1831.